# Mobilis in mobile

Mobilis in mobile est le quatrième album du groupe français l'Affaire Louis' Trio, sorti en 1993. Le titre de l'album reprend la devise du capitaine Nemo et de son Nautilus dans Vingt Mille Lieues sous les mers. Cet album, inspiré entre autres par le héros de Jules Verne, marque un tournant dans l'histoire du groupe avec un style plus mélancolique. Pour Hubert Mounier (alias Cleet Boris), c'est l'album de la maturité du groupe.

## Liste des titres
| 1.      | Le Capitaine                     | 3:56 |
| 2.      | Le soleil est là                 | 3:34 |
| 3.      | Mobilis in mobile                | 4:35 |
| 4.      | Pas besoin de parler             | 3:35 |
| 5.      | Champ d'honneur                  | 3:29 |
| 6.      | Vers des jours meilleurs         | 2:55 |
| 7.      | Le Lit d'Hélène                  | 3:16 |
| 8.      | Les Filles de la chance          | 3:41 |
| 9.      | Loin                             | 3:21 |
| 10.     | Plus d'aile                      | 4:02 |
| 11.     | La mer est encore là             | 3:31 |
| 12.     | Miravalse                        | 3:47 |
| 13.     | Samedi 22 octobre 4004 av. J.-C. | 2:01 |
| 14.     | Les éléphants sont contagieux    | 4:28 |
| 15.     | Chanson à boire                  | 2:51 |
| 16.     | Viens avec moi                   | 4:12 |
| 17.     | La Dernière Heure                | 2:44 |
| 1:00:00 |                                  |      |

Paroles et musiques de Cleet Boris, sauf Vers des jours meilleurs et Les éléphants sont contagieux : paroles de Cleet Boris, musique de Karl Niagara.
Chant : Cleet Boris, sauf Vers des jours meilleurs et Les éléphants sont contagieux : Karl Niagara.

## Crédits
| - Cleet Boris : chant, guitare - Karl Niagara : guitares, basse, chant - Bronco Junior : claviers, percussions - Pierre Adenot : claviers, arrangement de cordes et chœurs - Christian Fradin : claviers - Hervé Gourru : basse - Yvan Ackermann : batterie - Michel Chiochini : percussions - Violons : Geneviève Bois, Fabien Brunon, Florence Charlin, Hélène Clément, Elisabeth Cottam, Dominique Delbart, Frédéric Faget, Magdalena Mioduneuche, Anne Schreiber, Martine Vignaud - Alto : Emmanuelle Barthe, Elise Derobert, Geneviève Rigaud - Violoncelles : Pascal Jemain, Matthieu Moneret, Valérie Tiebot - Graphisme et illustrations : Cleet Boris |

## Enregistrement
L'album fut enregistré en juin 1992, au studio Miraval par Alex Firla assisté de Eriksen, au studio L'Hacienda par Stéphane Piot (Cordes), en juillet au studio Lablaque par Sophie Masson assistée de Florian ; mixé en août et septembre au studio Plus XXX (Paris) par Dominique Blanc-Francard assisté de Sophie Masson et Halfy.
L'enregistrement a été réalisé en live. Sur les 30 titres enregistrés, 17 furent retenus. La version japonaise de l'album contient cependant un 18e titre intitulé La Lune entre les doigts.

## Concert hommage en 2018
Le 19 juillet 2018, aux Nuits de Fourvière, Benjamin Biolay accompagné de nombreux musiciens (Pascal Obispo, Kent, Vincent Mounier...) réinterprètent  dans un concert hommage, devant plus de 3000 spectateurs, l'intégralité des 17 titres de l'album Mobilis in mobile.